# ジョシュア・スタンダー
ジョシュア・スタンダー（Joshua Stander、1994年1月1日 - ）は、南アフリカのラグビー選手。

## プロフィール
- 南アフリカ・クラドック出身。
- ポジションはスタンドオフ(SO)。
- 身長 183cm、体重 90kg
- ニックネームはジョシュ。

## 略歴
プレトリア大学、ウェスタン・プロヴィンス、ストーマーズを経て、2019年、サントリーサンゴリアス(現・東京サントリーサンゴリアス)に加入。
2022年1月30日に行われたJAPAN RUGBY LEAGUE ONE第4節ブラックラムズ東京戦にて途中出場で公式戦初出場を果たした。同年7月、釜石シーウェイブスに加入。
2024年5月、日本製鉄釜石シーウェイブスを退団。